# Physocephala bennetti
Physocephala bennetti är en tvåvingeart som beskrevs av Camras 1996. Physocephala bennetti ingår i släktet Physocephala och familjen stekelflugor. Inga underarter finns listade i Catalogue of Life.